# Lusca
Lusca é nome dado a um monstro marinho que viveria no Caribe. Foi sugerido como sendo um polvo gigante, muito maior do que os polvos gigantes do gênero Enteroctopus. Lusca é descrito como um emaranhando de tentáculos que consome tudo que toca os seus tentáculos mortais. Seus contos se assemelham aos do Kraken.
As lendas caribenhas dizem que Lusca reina tranquilo entre os demais animais marinhos. Os mais crentes temem o encontro de suas embarcações com essa armadilha mortal. Há quem diga que o monstro encontrou seu fim no ano de 1945, quando foi encontrada um pedaço de carcaça de um animal marinho gigantesco, semelhante a um polvo.
Na época não existia preocupação em preservar a carcaça para posterioridade, sendo dividida e guardada como souvenir entre os nativos.